# Jørn Juhl Nielsen
Jørn Juhl Nielsen (født 28. februar 1957) er en dansk socialdemokratisk politiker, som var borgmester i Hedensted Kommune indtil 2010, hvor han vendte tilbage til et arbejde inden for Politiet.